# Han Shuai
En aquest nom xinès, el cognom és Han.
Han Shuai (xinès: 韩帅)  (Shandong, 14 de maig de 1993) és una guionista i directora de cinema xinesa.

## Biografia
Nascuda el 14 de maig de 1993 a la província xinesa de Shandong, va estudiar a l'Acadèmia Central d'Art Dramàtic de Pequín, on va tenir de professors als directors Gao Xiongjie i Xu Feng. Es va doctorar el 2018 amb una tesi sobre Michael Haneke, i una sobre Jean-Pierre Melville. De fet ella volia fer la seva tesi sobre Lou Ye (娄烨), però no va ser acceptada; però al final va escriure una monografia sobre ell, complementada amb entrevistes amb el guionista Mei Feng i l'editor Kong Jinlei. Abans de fer el seu primer llargmetratge, va escriure i dirigir curtmetratges que van guanyar premis al Festival de cinema asiàtic de Hangzhou (杭州亞洲青年影展) i al Festival de cinema d'estudiants de Beijing (北京大学生电影节):
- 2013: "一九九九" (35') que va guanyar el millor curtmetratge a la secció "Clarion Short Film" de la 4a Exposició de Vídeos d'Art de Dalian i el millor llargmetratge a l'11è "Commemoration of Pinellia" International Student Video.[3]
- 2014: "东尼与明明" (28') presentat al Festival de Canes.
- 2015: 最后一镜 (20')

Després d'una anys dedicats a la docència i a la recerca, el 2020 va dirigir el seu primer llargmetratge, "Summer Blur" (汉南夏日),que va guanyar successivament el Premi del Jurat Feimu al Festival de Pingyao, el premi FIPRESCI per crítics de cinema al festival de Busan, i el Gran Premi de la secció Generation Kplus de la Berlinale.
El seu segon llargmetratge Green Night es va estrenar a la secció Panorama del 73è Festival Internacional de Cinema de Berlín Va obtenir el premi al millor guió de la secció Panorama en la XI edició de l'Asian Film Festival Barcelona.